# Zouagha
Zouagha (arabiska: زواغة) är ett arrondissement i staden Fès i Marocko. Antalet invånare var 260 663 vid folkräkningen 2014.